# Краснобаева, Александра Петровна
Александра Петровна Краснобаева — работник сельского хозяйства, Герой Социалистического Труда.

## Биография
Работала в колхозе села Соколовка, Васильковского района, Киевская область.

## Награды
- Герой Социалистического Труда (Указ Президиума ВС СССР от 8 апреля 1971 года).
- Награждена двумя орденами Ленина (1971, 1977).